# Zurichtmittel
Zurichtmittel dienen der Erzeugung einer Oberflächenstruktur und der Oberflächenverbesserung von Leder.
Dabei werden meist Dispersionen auf Polyurethanbasis auf die Oberfläche des Leders aufgebracht und dort getrocknet und vernetzt.
Hierdurch werden Effekte wie niedrigere Anschmutzbarkeit oder Wasserdichtheit erzielt. Es können auch bei der Verwendung von Kalander-Effekten andere Strukturen aufgebracht werden, so dass z. B. Spaltleder aussieht wie die Narbenseite der Lederhaut.